# Conflitto russo-ucraino
Il conflitto russo-ucraino è uno scontro politico, diplomatico e militare tra Russia e Ucraina iniziato de facto nel febbraio del 2014. Dal febbraio 2022, dopo l'invasione russa dell'Ucraina, le truppe regolari di entrambi i Paesi sono coinvolte in uno scontro diretto.
In seguito all'Euromaidan, sfociata nella rivoluzione ucraina del febbraio 2014 che portò alla fuga e alla destituzione del presidente ucraino Viktor Janukovyč (avvenuta il 22 febbraio 2014), in Crimea iniziarono ad avere luogo alcune proteste filorusse e, al contempo, gruppi di soldati russi senza insegne (i cosiddetti omini verdi) presero il controllo delle principali infrastrutture e dei centri amministrativi della regione. A questi avvenimenti seguì l'invio ufficiale delle forze armate russe in Crimea e il 16 marzo, dopo un referendum ritenuto non valido dall'Assemblea generale delle Nazioni Unite con 100 voti favorevoli, 11 contrari e 58 astenuti, la Russia annesse la penisola alla Federazione.
Ad aprile di quello stesso anno nelle maggiori città del Donbass scoppiarono delle violente proteste filorusse che sfociarono in una guerra tra il governo ucraino e le forze secessioniste, nel frattempo costituitesi nelle repubbliche popolari di Doneck e Lugansk, dichiaratesi indipendenti l'11 maggio in seguito a un referendum.
Le ostilità tra le milizie secessioniste del Donbass e l'esercito ucraino proseguirono incessantemente, provocando anche l'abbattimento del volo Malaysia Airlines 17. Il 5 settembre 2014 i presidenti di Russia e Ucraina, con la presenza dei rappresentanti delle due repubbliche popolari, si incontrarono a Minsk e siglarono un protocollo per stabilire il cessate il fuoco, che fu però violato più volte da entrambe le parti. Per provare a fermare nuovamente le ostilità in Donbass, il 12 febbraio 2015, grazie alla mediazione di Francia e Germania, Ucraina e Russia siglarono un nuovo protocollo per stabilire la tregua. Anche questo secondo accordo venne violato numerose volte e nel 2018 si verificò un incidente nello stretto di Kerč' che coinvolse direttamente navi russe e ucraine.
Tra l'ottobre e il novembre del 2021 la Russia diede inizio a una vasta mobilitazione delle sue forze armate sul confine ucraino, dispiegando ulteriori forze in Bielorussia, Transnistria e Crimea oltre alla flotta del Mar Nero. Il 21 febbraio 2022 la Russia riconobbe le repubbliche popolari del Donbass e tre giorni dopo diede inizio all'invasione dell'Ucraina.

## Contesto storico

### Contesto post-sovietico
Pur essendo diventata indipendente dal 1991, l'ex repubblica sovietica dell'Ucraina è sempre stata percepita dalla Russia come parte della propria sfera d'influenza. Secondo lo studioso Iulian Chifu riguardo all'Ucraina, la Russia ha deciso di perseguire una versione moderna della dottrina Brežnev per una "sovranità limitata" che si rimanda ancora ai dettami del patto di Varsavia ed alla sfera d'influenza che già era presente all'epoca dell'Unione Sovietica. Il timore maggiore per il governo russo era quello che l'Ucraina finisse per divenire parte della NATO, il che avrebbe posto una potenza alleata con gli Stati Uniti ai propri confini nazionali.
Dopo lo scioglimento dell'Unione Sovietica (URSS) nel 1991, l'Ucraina e la Russia hanno mantenuto stretti legami. Nel 1994 l'Ucraina ha accettato di aderire al Trattato di non proliferazione nucleare come stato non dotato di armi nucleari e le armi nucleari ex sovietiche in Ucraina sono state smantellate. In cambio, la Russia, il Regno Unito e gli Stati Uniti hanno deciso di sostenere l'integrità territoriale dell'Ucraina attraverso il Memorandum di Budapest. Nel 1999 la Russia è stata uno dei firmatari della Carta per la sicurezza europea, che "ha riaffermato il diritto intrinseco di ciascuno Stato partecipante di essere libero di scegliere o modificare i propri accordi di sicurezza, compresi i trattati di alleanza, man mano che si evolvono".
Nel contempo, vi erano pure dei punti di frizione, tra cui sicuramente il più importante riguardava l'arsenale nucleare ucraino che la nazione aveva accettato di abbandonare sulla base del Memorandum di Budapest sulle garanzie di sicurezza, a patto che la Russia (e altri firmatari) assicurasse di non utilizzare la propria forza militare contro l'integrità territoriale o l'indipendenza politica dell'Ucraina. Nel 1999 la Russia fu tra i firmatari della Carta di Sicurezza Europea, dove si "riafferma il diritto di ciascuno stato partecipante [all'accordo] a scegliere liberamente o a cambiare le proprie disposizioni in materia di sicurezza nazionale, inclusi i trattati di alleanza, sulla base dell'evoluzione [della storia]"; entrambi gli stati vennero meno a tale accordo nel 2014.

### Basi russe in Crimea
Un secondo punto di divisione tra Russia e Ucraina fu sicuramente la Flotta del Mar Nero: l'Ucraina si accordò per concedere alla Russia l'uso del porto di Sebastopoli dietro il pagamento di un affitto, così che la Flotta russa del Mar Nero potesse continuare a occupare l'area strategica assieme alla marina ucraina. A partire dal 1993 e per tutti gli anni novanta e duemila, Ucraina e Russia vennero coinvolte in una serie di dispute sul gas, la più grave delle quali fu la crisi del 2006. Nel 2001 l'Ucraina, assieme a Georgia, Azerbaigian e Moldavia, formò un gruppo chiamato GUAM che venne visto dalla Russia come una sfida diretta alla Comunità degli Stati Indipendenti, l'organismo internazionale creato dopo lo scioglimento dell'Unione Sovietica e dominato dalla Russia.
Oltre alla Flotta del Mar Nero, secondo i trattati sottoscritti prima degli scontri tra la Federazione Russa e l'Ucraina, come nel caso del Patto Charkiv, in Crimea erano state dislocate forze armate russe in punti chiave come Sebastopoli, Kača, Hvardijs'ke, Capo Saryč e altri. La dislocazione delle forze armate russe in Crimea non venne annunciata al pubblico così da creare alcuni incidenti come uno scontro avvenuto presso il faro navale di Saryč. Il numero totale dei militari russi impiegati in Ucraina era limitato a 25 000.
Secondo il trattato originario sottoscritto dai due stati nel 1997, la Federazione Russa avrebbe dovuto evacuare tutte le proprie posizioni militari della Flotta del Mar Nero in Crimea ed a Sebastopoli. Ad ogni modo la Russia non pianificò mai la rimozione delle proprie forze armate dall'area, strategicamente importante. Il 21 aprile 2010 il presidente ucraino Viktor Janukovyč rinnovò la concessione delle aree militari alla Russia sino al 2042, con la postilla di ricevere in cambio del gas dalla Federazione Russa a tassi agevolati. Il patto di Charkiv fu quindi la punta dell'iceberg di una serie di trattati fondamentali siglati negli anni '90 tra i primi ministri e i presidenti di ambo i paesi, Viktor Černomyrdin (Russia) e Pavlo Lazarenko (Ucraina) e i presidenti Boris El'cin (Russia) e Leonid Kučma (Ucraina). Tutti i trattati ad ogni modo erano in pieno disaccordo con la costituzione ucraina che proibiva la presenza di forze straniere sul territorio ucraino. A seguito dell'annessione della Crimea alla Russia, quest'ultima potenza ha unilateralmente cancellato il patto di Charkiv.

### Adesione degli ex Paesi del blocco orientale alla NATO
Negli anni successivi al crollo dell'Unione Sovietica, diversi paesi dell'ex blocco orientale aderirono spontaneamente alla NATO, in parte in risposta a minacce alla sicurezza regionale come la guerra di Transnistria (1992), la guerra georgiano-abcasa (1992-1993), la crisi costituzionale russa del 1993 e la prima guerra cecena (1994-1996). I leader russi descrissero queste libere adesioni col termine "espansione" descrivendole come una violazione delle assicurazioni date dalle potenze occidentali all'allora Unione delle Repubbliche Socialiste Sovietiche (non alla singola Russia) durante la trattativa per la riunificazione tedesca e secondo cui la NATO non si sarebbe espansa verso est, sebbene tali presunti impegni fossero stati presi solo in modo informale e la loro natura sia contestata. Inoltre, nel frattempo, il 27 maggio 1997 a Parigi era stato firmato l'Atto costitutivo delle reciproche relazioni, cooperazione e sicurezza tra la NATO e la Federazione Russa (NATO-Russia Founding Act) e successivamente lo stesso Putin ebbe a dichiarare in passato che l'ingresso dell'Ucraina nella NATO non rappresentasse un problema per Mosca: "Rispetto all'adesione dell'Ucraina alla NATO, il presidente russo ha dichiarato che il paese aveva il diritto a prendere questa decisione in modo indipendente. Non la ritiene una cosa che potrebbe adombrare le relazioni tra Russia e Ucraina" riportava un comunicato presente sul sito del Cremlino del maggio 2002.
Al vertice di Bucarest del 2008 l'Ucraina e la Georgia chiesero di aderire alla NATO. La risposta tra i membri dell'Alleanza fu divisa: i paesi dell'Europa occidentale si opposero all'offerta di piani d'azione per l'adesione (Membership Action Plan - MAP) per evitare di inimicarsi la Russia, mentre il presidente degli Stati Uniti George W. Bush spinse per la loro ammissione. La NATO alla fine si rifiutò di offrire i MAP all'Ucraina e alla Georgia, ma pubblicò una dichiarazione nella quale si affermava che "questi paesi diventeranno membri della NATO". Putin espresse una forte opposizione alle offerte di adesione della Georgia e dell'Ucraina alla NATO. Il 7 febbraio 2019 la Verchovna Rada, il parlamento ucraino, votò un emendamento alla costituzione per affermare che l'ambizione a lungo termine del Paese fosse quella di aderire all'Unione europea (UE) e alla NATO. Tuttavia, nei mesi precedenti l'invasione del 2022, la possibilità che l'Ucraina entrasse a far parte della NATO era ancora assai remota.

### Rivoluzione arancione
La Russia venne ulteriormente irritata dalla rivoluzione arancione del 2004, che vide il populista filo-occidentale ucraino Viktor Juščenko eletto presidente al posto del candidato sponsorizzato dalla Russia, Viktor Janukovyč. Inoltre, l'Ucraina continuò a incrementare la propria cooperazione con la NATO, dispiegando il terzo contingente impiegato in Iraq per ampiezza nel 2004 e prendendo parte ad alcune missioni di pace NATO come l'ISAF in Afghanistan e il KFOR in Kosovo.
Il candidato filorusso, Viktor Janukovyč, venne eletto nel 2010 alla presidenza dell'Ucraina e la Russia sentì così di aver raggiunto il proprio scopo. Durante il mandato del suo predecessore, infatti, l'Ucraina non aveva rinnovato l'affitto della base navale del porto di Sebastopoli alla marina russa, impedendo così ai Russi di esercitare il controllo dell'area e stabilendo inoltre che essa dovesse essere completamente sgomberata entro il 2017. Janukovyč siglò un nuovo contratto di affitto che espanse ulteriormente la presenza dei militari russi anche nella penisola di Kerč'. Molti in Ucraina videro questa estensione come incostituzionale dal momento che la costituzione ucraina stabilisce chiaramente il divieto assoluto della presenza di truppe straniere su tutto il suolo ucraino per periodi prolungati. Inoltre Julija Tymošenko, la principale figura dell'opposizione a Janukovyč, venne imprigionata in quello che i suoi sostenitori considerarono un colpo di Stato. Nel novembre del 2013, Viktor Janukovyč si rifiutò di firmare un accordo con l'Unione Europea, dopo averne accarezzato l'idea in un primo momento. Janukovyč favorì al contrario ancora una volta i legami con la Russia.
Nel settembre del 2013, la Russia fece presente all'Ucraina che se avesse firmato un accordo di commercio privilegiato con l'Unione Europea avrebbe dovuto affrontare un'enorme catastrofe finanziaria che avrebbe portato l'intero stato al fallimento. Sergej Glaz'ev, consigliere del presidente Vladimir Putin, disse che «le autorità ucraine hanno fatto un grande errore se pensano che la reazione russa sia quella di rimanere neutrale d'ora in poi. Questo non accadrà». La Russia aveva già imposto delle restrizioni sulle importazioni di alcuni prodotti ucraini e Glaz'ev disse che vi sarebbero state ulteriori sanzioni in caso di firma dell'accordo con l'Europa. Glaz'ev sostenne che, contrariamente alla legge internazionale, se l'Ucraina avesse firmato l'accordo, da un punto di vista legale, il governo ucraino avrebbe violato il trattato bilaterale di amicizia e partenariato con la Russia. La Russia dal canto suo non avrebbe potuto garantire all'Ucraina lo status di stato e sarebbe potuta intervenire se alcune regioni dell'Ucraina particolarmente favorevoli al governo russo ne avessero chiesto l'intervento.

### Euromaidan e Anti-Maidan

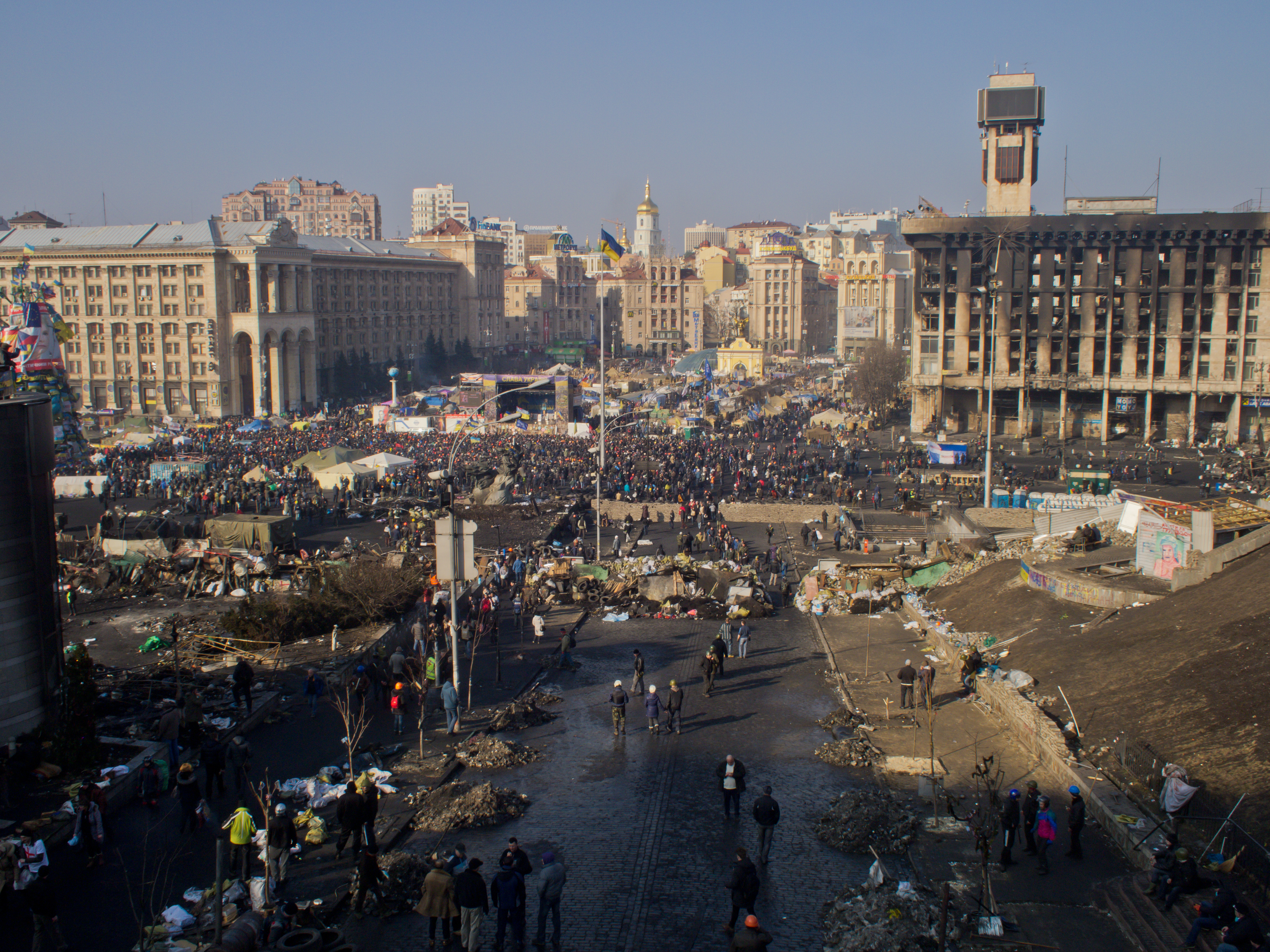
Proteste dell'Euromaidan in piazza a Kiev il 21 febbraio 2014

Dopo mesi di proteste da parte del movimento Euromaidan, il 22 febbraio 2014, diverse rivolte esplosero contro il governo di Viktor Janukovyč. I contestatori presero controllo degli edifici governativi nella capitale di Kiev, oltre alla città stessa. Dal momento che la polizia aveva deciso di abbandonare i propri avamposti nella capitale e l'opposizione aveva preso ormai il controllo dei contatti col parlamento, il presidente Janukovyč decise di fuggire da Kiev alla volta di Charkiv, nell'Ucraina orientale, regione dove egli vantava un maggior supporto. Dopo questo incidente, il parlamento ucraino votò per la restaurazione della costituzione ucraina del 2004 e rimosse Janukovyč dai propri poteri, le funzioni del presidente furono affidate temporaneamente al presidente del parlamento ucraino Oleksandr Turčynov. Secondo il testo della risoluzione, Janukovyč «si è rimosso da solo [dal potere] per non aver adempiuto ai propri obblighi»; la disposizione venne votata dai tre quarti dei membri del parlamento come richiesto dalla costituzione. Janukovyč disse dal canto suo che il voto era incostituzionale in quanto vi erano stati dei brogli nei conteggi dei voti necessari per richiedere l'impeachment come previsto dalla costituzione, e si rifiutò di dare le dimissioni. Diversi politici provenienti dalle regioni dell'Ucraina orientale e meridionale, inclusa la Crimea, dichiararono la loro fedeltà alla causa di Janukovyč.
Alla prima riunione del parlamento rinnovato, venne annullata la disposizione che vedeva la lingua russa come la seconda lingua ufficiale del paese, in particolare in quelle regioni a prevalenza di popolazione russofona. La disposizione alienò al governo molte minoranze di lingua russa del paese e alcuni giorni dopo, il 1º marzo, il presidente ucraino Oleksandr Turčynov disse che per placare gli animi non avrebbe firmato tale disposizione.
Nel frattempo, la mattina del 27 febbraio, alcune unità speciali di polizia della Crimea e di altre regioni dell'Ucraina, che erano state sciolte il 25 febbraio, occuparono dei punti chiave nell'istmo di Perekop e nella penisola di Čonhar. Secondo il parlamentare ucraino Hennadij Moskal', ex capo della polizia della Crimea, queste forze speciali erano armate di armi pesanti come fucili d'assalto, mitragliatrici e lanciagranate. Da quel momento, questo gruppo ottenne il controllo di tutto il traffico via terra tra la Crimea e l'Ucraina continentale.
Nel clima di tensione generatosi all'indomani della rivoluzione ucraina, a Odessa come nelle altre principali città del paese si tennero numerose manifestazioni, sia da parte di gruppi pro-federalismo di orientamento filorusso e perciò contrari al nuovo governo filoeuropeista, sia da parte di gruppi pro-unità di opposta impostazione. Le prime manifestazioni non furono segnate da particolari episodi di violenza. Tuttavia, il 2 maggio 2014, in vista di un incontro di calcio fra il Čornomorec' Odessa e la Metalist Charkiv, gruppi di tifosi di entrambe le squadre, insieme ad attivisti locali pro-unità, programmarono un corteo politico pro-unità per il primo pomeriggio dove parteciparono anche militanti ultranazionalisti del Pravyj Sektor e dell'UNA-UNSO. Intanto, nelle settimane precedenti gli attivisti pro-federalismo avevano allestito un accampamento di protesta nella centrale piazza Kulykove, nei pressi della Casa dei Sindacati, un edificio di cinque piani sede regionale della federazione sindacale. Per impedire la manifestazione pro-unità, a poca distanza si erano radunati circa 300 attivisti pro-federalismo dell'Odesskaja Družina. Entrambe le fazioni includevano persone armate di asce, bastoni e armi da fuoco e protette da scudi, maschere ed elmetti. Il risultato degli scontri viene tristemente ricordato come l'Incendio della Casa dei Sindacati di Odessa, dove morirono 42 persone.
Uno dei primi casi documentati di tortura dei prigionieri di guerra in Ucraina è stato l'incidente avvenuto il 7 ottobre 2014 nella città di Zugres (Oblast' di Donec'k), quando il cinquantatreenne ucraino Ihor Kožoma, che stava cercando di portare sua moglie fuori dai territori occupati, è stato torturato pubblicamente per diverse ore da russi e separatisti locali. Un caso simile è accaduto ad una residente della regione di Donec'k, Iryna Dovgan (civile), che è stata torturata pubblicamente per la sua posizione filo-ucraina.
Nel novembre 2014 durante un discorso pubblico il presidente Petro Porošenko si è scagliato contro i filorussi ucraini affermando: "I nostri figli andranno a scuola e nei parchi giochi. I loro si dovranno rintanare nei seminterrati… così vinceremo questa guerra." Il discorso è stato rilanciato anche nei media russi.

## Svolgimento del conflitto

### Le crisi in Crimea e Donbass (2014)

#### L'annessione della Crimea

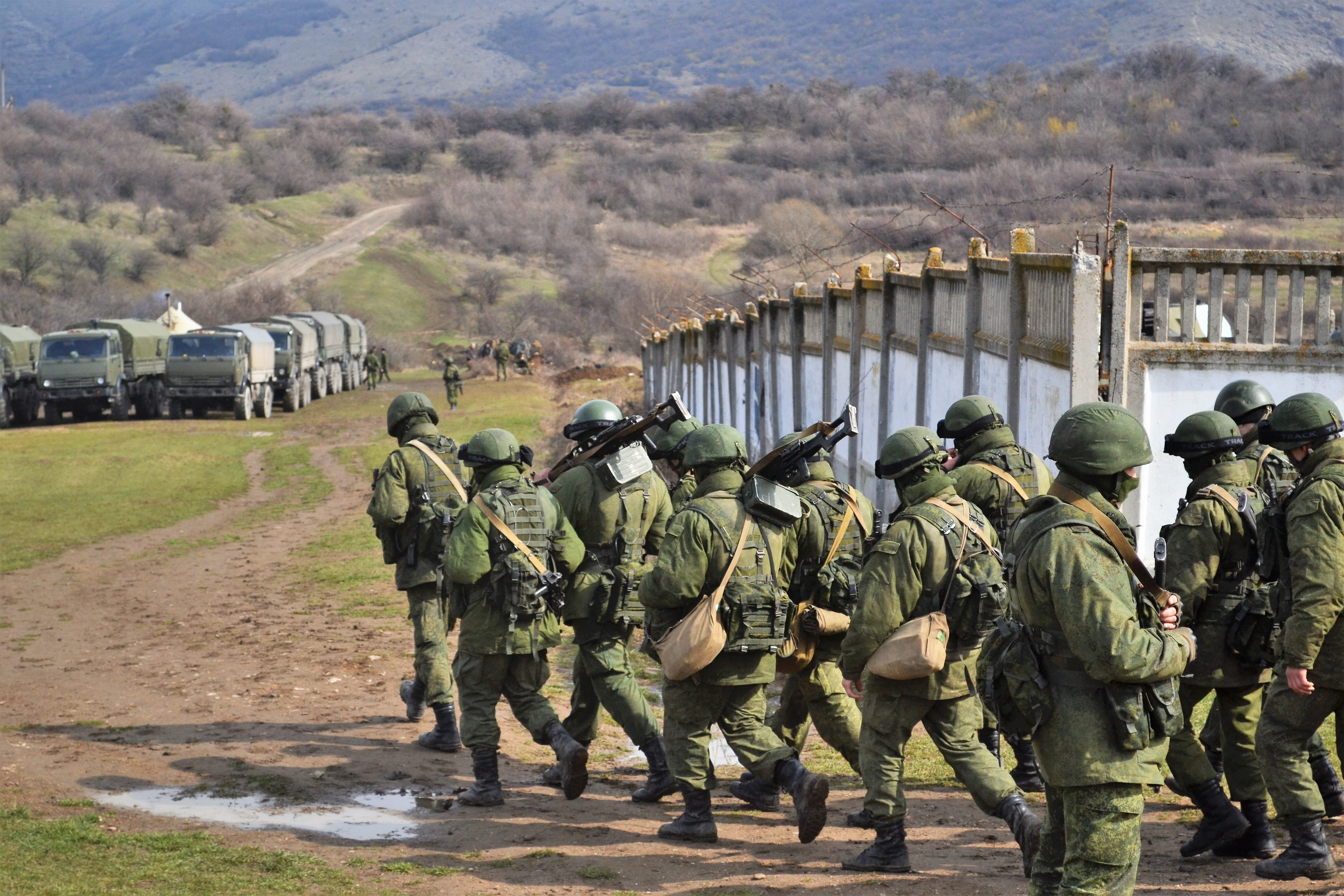
Truppe russe nella base militare ucraina di Pereval'ne in Crimea il 9 marzo 2014

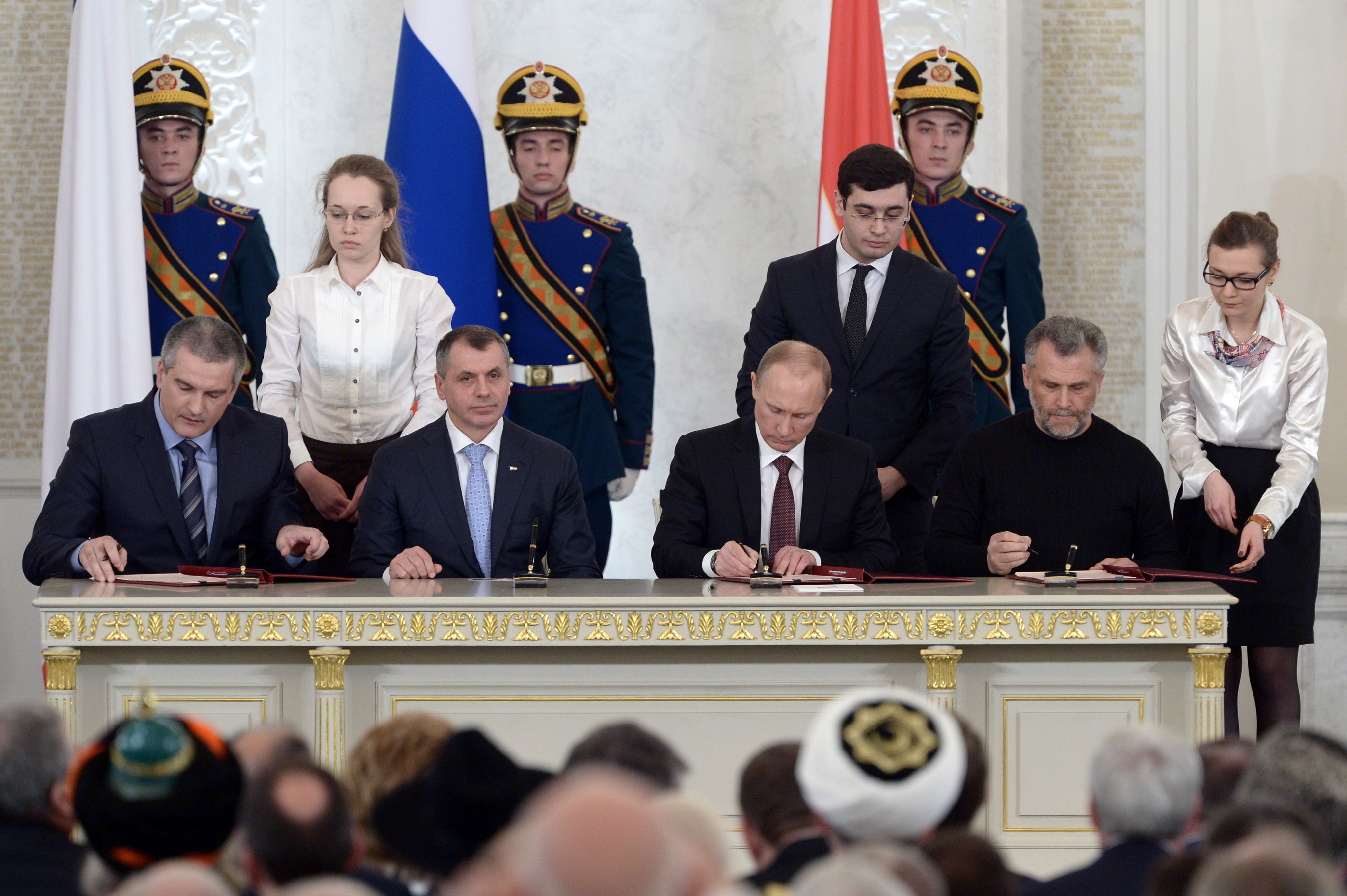
la firma del trattato di adesione della Crimea alla Russia il 18 marzo 2014

Alcuni giorni dopo la fuga del presidente ucraino Viktor Janukovyč da Kiev e la sua deposizione verso la fine del febbraio 2014, alcuni uomini armati si opposero al movimento Euromaidan ed iniziarono a prendere il controllo della penisola della Crimea. Alcuni posti di blocco vennero tenuti da soldati di nazionalità russa, ma privi dell'esposizione di identificativi di reparti russi, soldati con uniformi grigie ed equipaggiamenti militari occuparono l'area di Sinferopoli, in Crimea, ed amministrarono indipendentemente la città ed il porto di Sebastopoli, sede della base marittima russa, concesso loro in affitto sulla base del patto di Charkiv del 2010. La popolazione locale e i media si riferirono a queste persone come gli "omini verdi". Dopo l'occupazione del parlamento della Crimea da parte di queste truppe, da molti considerate forze speciali russe, il governo della Crimea annunciò di voler tenere un referendum per una secessione dall'Ucraina. Questo referendum, largamente contestato circa la sua reale validità, venne seguito dall'annessione della Crimea alla Russia a metà marzo di quello stesso anno. L'Ucraina e gran parte della comunità internazionale si rifiutarono di riconoscere il referendum e l'annessione. Il 15 aprile, il parlamento ucraino dichiarò la Crimea un territorio temporaneamente occupato dalla Russia.
Dall'annessione della Crimea, il governo russo incrementò la propria presenza militare nella regione, in particolare dopo che il presidente russo Vladimir Putin predispose l'invio di un contingente stabile. Diversi paesi membri della NATO come Stati Uniti, Regno Unito e Canada hanno iniziato ad addestrare l'esercito ucraino.
Il 17 luglio 2014 il Boeing 777 del volo Malaysia Airlines 17 fu abbattuto da un missile terra-aria lanciato da un sistema Buk delle forze secessioniste russe mentre sorvolava la zona orientale dell'Ucraina, provocando la morte di tutti i 283 passeggeri e i 15 membri dell'equipaggio.
Nel dicembre del 2014, la guardia di confine ucraina annunciò che diverse truppe russe avevano iniziato a ritirarsi dalle aree dell'oblast' di Cherson. Le truppe russe occuparono parti della striscia di Arabat e le isole attorno al Syvaš che erano geograficamente parte della Crimea ma erano amministrate dall'oblast' di Cherson. Uno dei villaggi occupati dalle truppe russe fu Strilkove, collocato proprio nella striscia di Arabat, sede di un importante centro di distribuzione di gas naturale che le forze russe dissero di aver occupato unicamente per evitare possibili attacchi terroristi. I russi ritirandosi continuarono ad occupare altri centri di distribuzione di gas naturale nel corso dei dieci mesi successivi all'inizio delle operazioni.
Andrej Illarionov, ex consigliere di Vladimir Putin, disse in un discorso del 31 maggio 2014, che alcune tecnologie della guerra russo-georgiana erano state migliorate in vista della guerra in Ucraina. Secondo lui, ad ogni modo, dal momento che le operazioni militari russe in Crimea erano iniziate il 20 febbraio del 2014, non sarebbe stato corretto dire che l'aggressione russa fosse stata un risultato del movimento Euromaidan. La guerra in Ucraina, secondo le parole di Illarionov, non scoppiò "tutta d'un botto", ma venne pianificata attentamente già dai primi mesi del 2003. Illarionov disse poi che uno dei piani della Russia era quello di rimandare la guerra con l'Ucraina al 2015, attendendo le elezioni presidenziali, ma che fu Maidan ad accelerare il confronto tra le due nazioni.

#### La guerra del Donbass

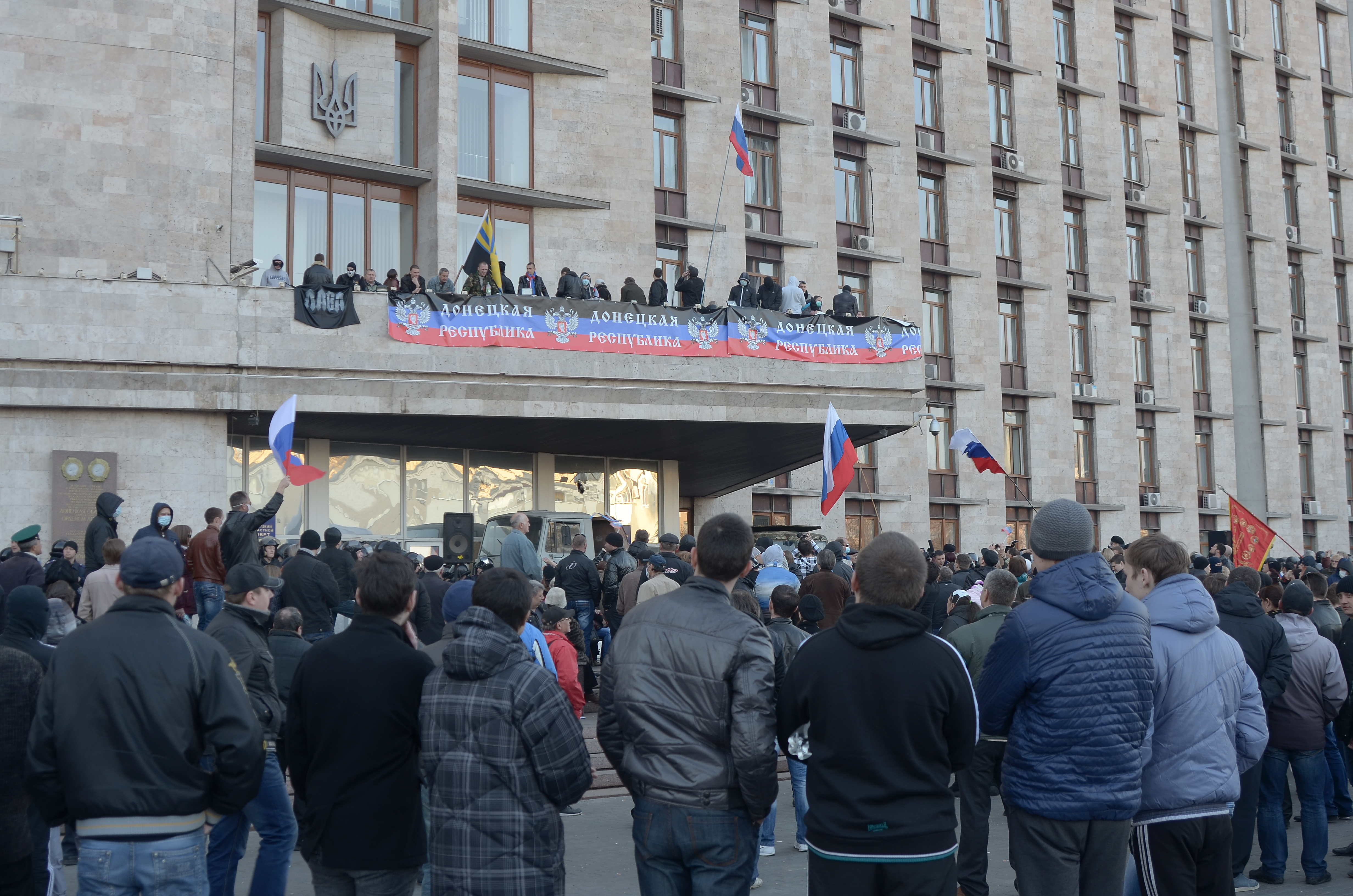
La sede amministrativa dell'oblast' di Donec'k occupata dai manifestanti il 6 aprile 2014

All'inizio di marzo anche in alcune città del Donbass si svolsero alcune proteste filorusse. Queste proteste, che seguirono l'annessione della Crimea alla Russia, presero ben presto la forma di una vera e propria guerra tra le forze secessioniste filorusse e le autoproclamate repubbliche popolari di Doneck e Lugansk e il governo ucraino. I servizi segreti ucraini dissero che i principali comandanti del movimento dei ribelli, tra cui Igor' Strelkov e Igor' Bezler, fossero in realtà agenti segreti russi. Il primo ministro della repubblica popolare di Doneck dal maggio all'agosto del 2014 fu il cittadino russo Aleksandr Borodaj. Dall'agosto del 2014 tutte le principali posizioni di governo a Doneck e a Lugansk vennero ricoperte da cittadini ucraini I volontari russi combattenti vennero riportati da varie fonti tra il 15% e l'80% dei soldati presenti, tra cui molti ex militari. Il reclutamento per le forze del Donbass venne portato avanti alla luce del sole in molte città russe come del resto confermato da molti media russi.
In un'intervista alla televisione francese TF1 e a Europe 1 del giugno del 2014, il presidente russo Vladimir Putin disse: "Non vi sono forze armate, né "istruttori russi", in Ucraina, e mai ve ne sono state." Le circostanze economiche e materiali della regione del Donbass non erano sufficienti a creare un conflitto armato interno né a sostenerlo, ed in questo si comprende come il ruolo militare dell'intervento del Cremlino è risultato quindi strumentale all'inizio delle ostilità.
Altre prove del coinvolgimento russo sono le intercettazioni telefoniche in cui il consigliere del presidente russo Sergej Glaz'ev discuteva della possibilità da parte della Russia di finanziare gli attivisti filorussi nell'Ucraina orientale, occupando strutture amministrative e intraprendendo altre azioni così da portare ad un conflitto armato.

### La formale sospensione delle ostilità (2015-2021)

#### Il protocollo di Minsk II

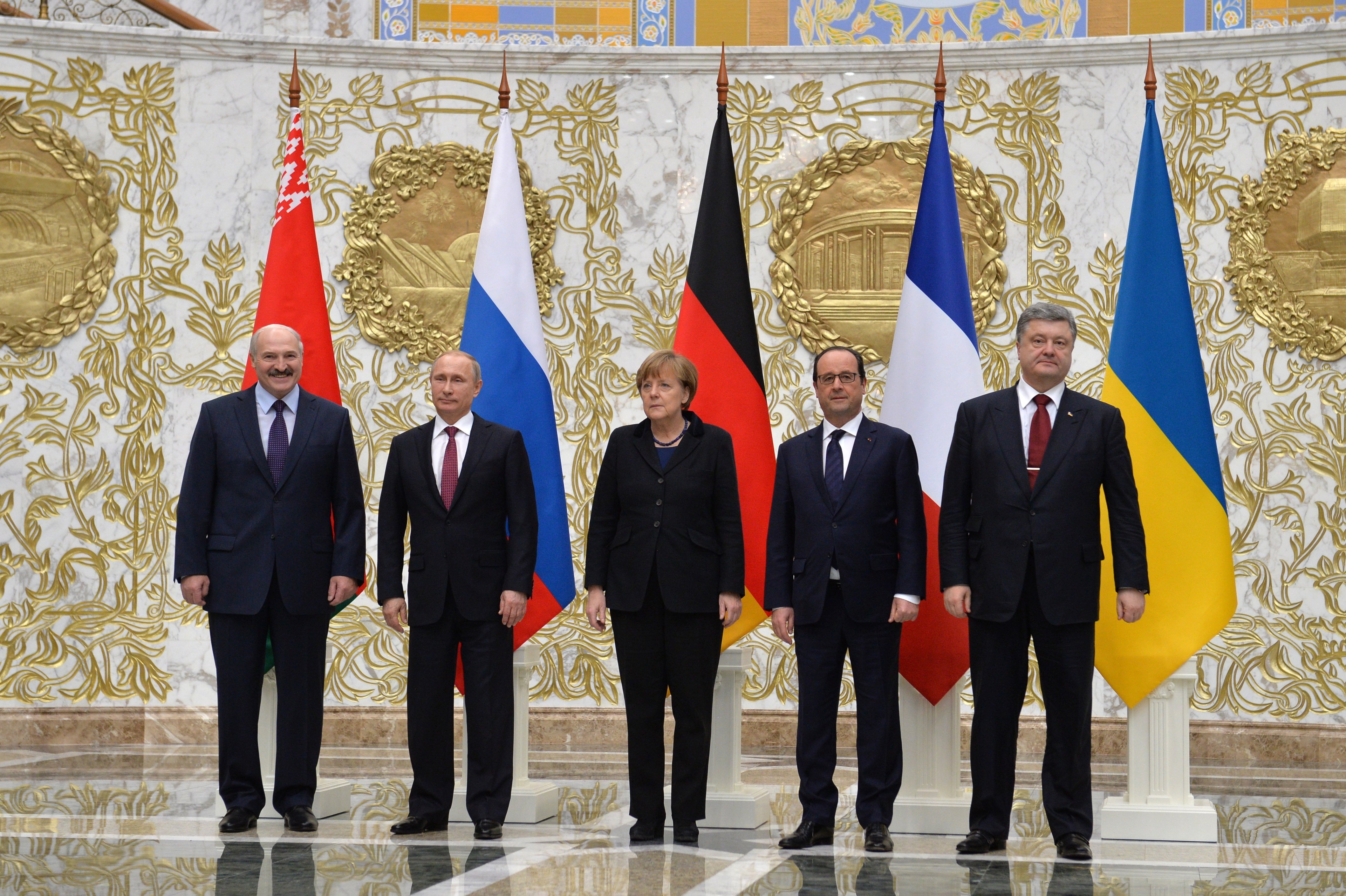
I partecipanti ai colloqui per la stesura del protocollo di Minsk II

La sera dell'11 febbraio 2015 i presidenti di Francia, Germania, Russia e Ucraina (il cosiddetto Formato Normandia) si riunirono a Minsk per discutere un nuovo protocollo per porre fine alle ostilità in Donbass. Alla discussione parteciparono anche i rappresentanti delle repubbliche popolari di Doneck e Lugansk e alla mattina del 12 febbraio 2015 le parti firmarono l'accordo stabilendo l'entrata in vigore del cessate il fuoco a partire dalla mezzanotte del 15 febbraio e il ritiro di alcuni armamenti pesanti tra i 50 e i 70 km dalla linea del fronte. L'accordo però scatenò la reazione del Pravyj Sektor, che affermò il diritto delle organizzazioni paramilitari ucraine a continuare i combattimenti, e parallelamente le milizie della Repubblica Popolare di Doneck ripresero la battaglia di Debal'ceve, città strategica tra Donec'k e Luhans'k, fino a ottenere il ritiro delle forze ucraine il 18 febbraio.
Con la conclusione della battaglia di Debal'ceve, la missione OSCE richiesta da Francia, Germania, Russia e Ucraina confermò nelle ultime due settimane di febbraio una netta riduzione delle ostilità in Donbass e l'inizio di un graduale ritiro delle armi pesanti da entrambi i fronti. Nello stesso periodo il governo ucraino bloccò le forniture di gas alle aree secessioniste, che iniziarono a rifornirsi direttamente dalla Russia, e chiuse numerosi canali di informazione russi.

#### Le violazioni al protocollo
L'8 agosto 2016, l'Ucraina disse che la Russia aveva di recente aumentato la propria presenza militare lungo il confine della Crimea. Il 10 agosto, la Russia dichiarò che due uomini erano rimasti uccisi ed altri dieci feriti in uno scontro a fuoco con un comando ucraino presso Armjans'k il 7 agosto precedente, e che alcune unità ucraine erano state però catturate. L'Ucraina negò l'accaduto, e disse anche che alcuni soldati russi avevano disertato senza però varcare il confine dell'Ucraina, e che la schermaglia fu solo confinaria. Il presidente russo Putin accusò l'Ucraina di attuare una "pratica di terrorismo". Il presidente ucraino Porošenko definì la versione russa degli eventi come "cinica e pazza". Gli Stati Uniti presero posizione col loro ambasciatore in Ucraina, Geoffrey R. Pyatt, il quale dichiarò che "il governo degli Stati Uniti non può corroborare le affermazioni della Russia sull'"incursione in Crimea".

#### L'incidente dello stretto di Kerč'

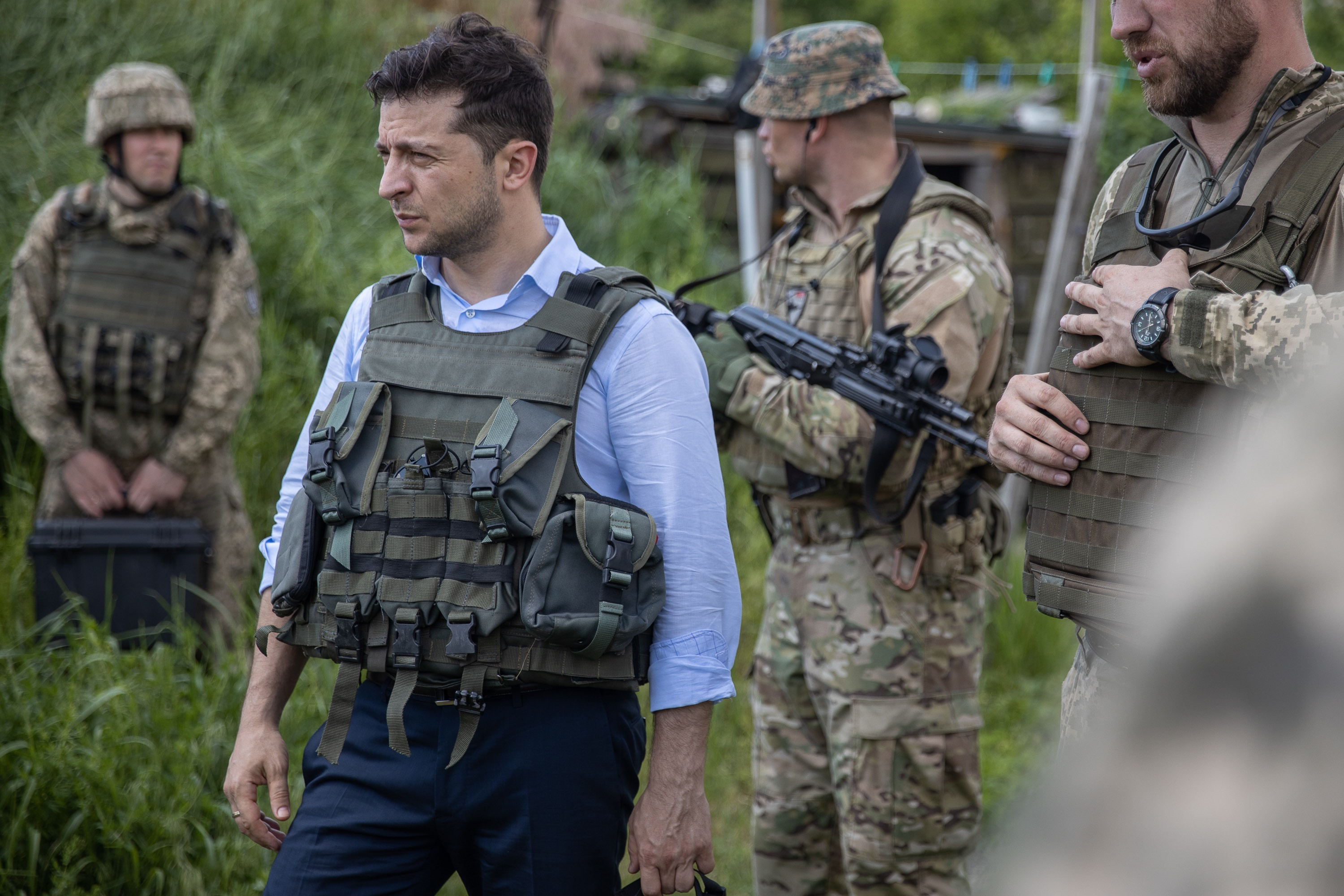
Il presidente ucraino Volodymyr Zelens'kyj visita i soldati nel Donbass

Il 25 novembre del 2018 presso lo stretto di Kerč', territorio controllato dai russi e unico accesso al Mar d'Azov, alcune navi da guerra russe spararono contro tre navi ucraine. Il giorno successivo, in seguito all'incidente fu imposta la legge marziale nelle regioni costiere dell'Ucraina e in quelle al confine con la Russia in risposta all'attacco avvenuto; la misura venne prevista per un periodo di 30 giorni.

#### Accordo per il cessate il fuoco
Il 10 dicembre 2019 si è tenuto un importante incontro a Parigi tra il presidente ucraino Volodymyr Zelens'kyj, la cancelliera tedesca Angela Merkel, il presidente francese Emmanuel Macron e il presidente russo Vladimir Putin. Questo incontro è stato parte del "formato Normandia", una piattaforma diplomatica volta a risolvere il conflitto in Ucraina. Durante l'incontro, i leader hanno discusso modi per implementare un cessate il fuoco completo nel Donbass. Hanno anche concordato di implementare una serie di misure per stabilizzare la regione, tra cui lo scambio di prigionieri e il ritiro delle forze armate e delle armi pesanti da entrambi i lati della linea di contatto. Questo incontro è stato significativo perché ha rappresentato il primo incontro faccia a faccia tra Zelens'kyj e Putin.
Gli accordi furono in gran parte disattesi da entrambe le parti.

#### La mobilitazione delle forze armate russe

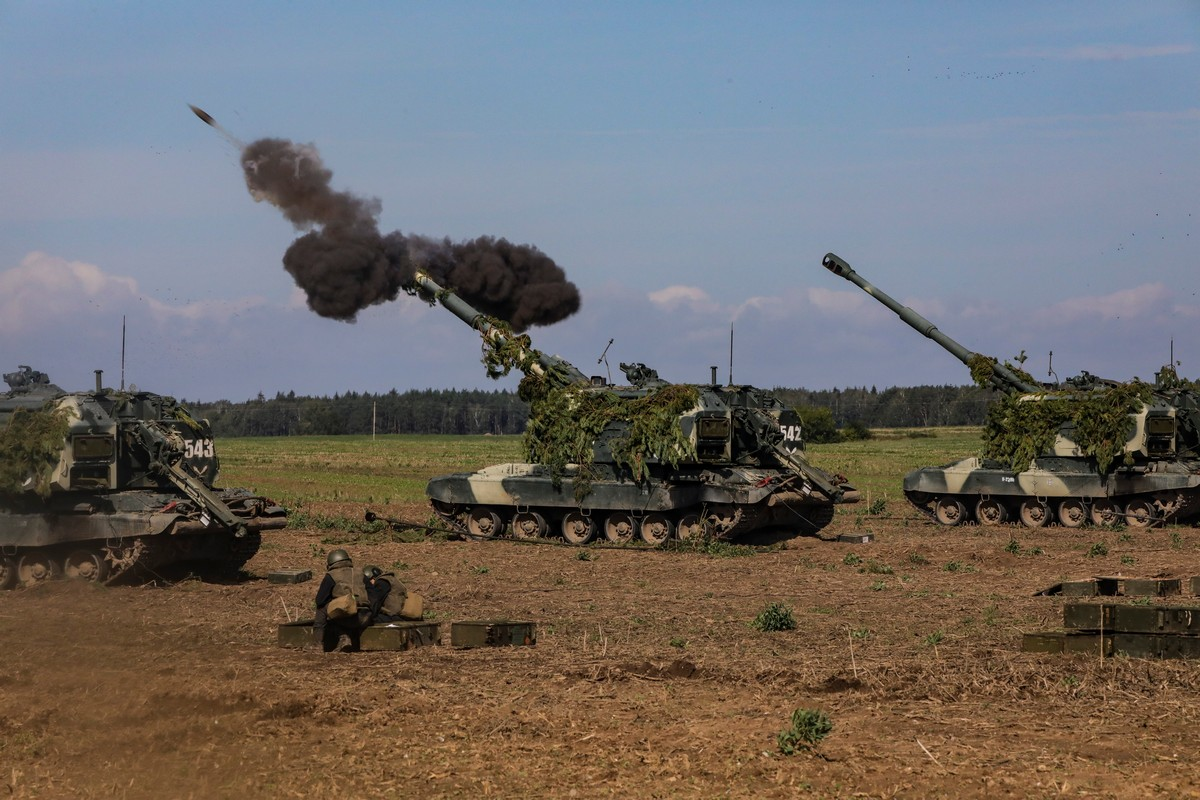
L'esercitazione congiunta Zapad 2021 tra le forze armate russe e bielorusse nei pressi di Baranavičy

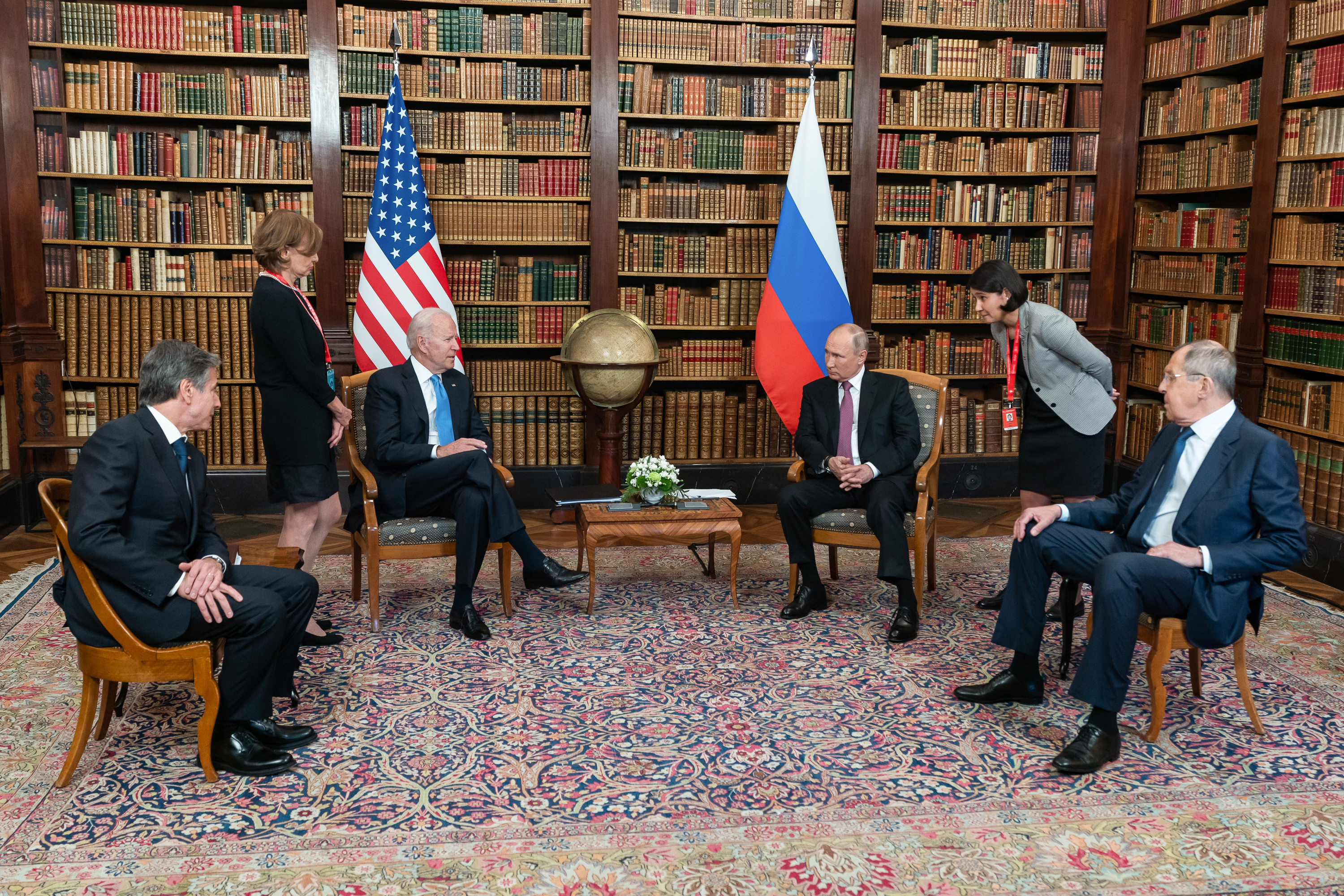
L'incontro a Ginevra fra il presidente statunitense Joe Biden e il presidente russo Vladimir Putin

A marzo e aprile 2021 ai confini dell'Ucraina è stata osservata una mobilitazione di oltre 100 000 soldati delle Forze armate russe; rappresentando la più grande mobilitazione dalla fine della guerra fredda, ciò ha innescato una grave crisi internazionale, poi contenuta dopo l'incontro a Ginevra fra il presidente statunitense Joe Biden e il presidente russo Vladimir Putin. La crisi ha avuto un momento grave quando una nave della Marina russa e due aerei hanno aperto il fuoco contro una nave della Marina britannica, sparando colpi d'avvertimento e sganciando bombe a qualche decina di metri dalla nave NATO. La crisi è riesplosa violentemente quando, a ottobre 2021, è stata osservata nuovamente una grande mobilitazione russa di oltre 100 000 uomini. A gennaio 2022, le forze russe al confine ucraino contano 150 000-180 000 uomini.
Nel dicembre 2021, la Russia ha avanzato due bozze di trattati che contenevano richieste di quelle che definiva "garanzie di sicurezza", inclusa una promessa giuridicamente vincolante che l'Ucraina non si sarebbe unita all'Organizzazione del Trattato del Nord Atlantico (NATO), nonché una riduzione delle truppe NATO e dell'equipaggiamento militare di stanza nell'Europa orientale, e hanno minacciato una risposta militare non specificata se tali richieste non fossero state soddisfatte pienamente. Gli Stati Uniti d'America e altri membri della NATO hanno respinto queste richieste e hanno avvertito la Russia riguardo a sanzioni economiche "rapide e severe" se avesse invaso ulteriormente l'Ucraina. Nel gennaio 2022 si sono tenuti colloqui diplomatici bilaterali USA-Russia, ma sono stati tutti fallimentari.

### L'invasione dell'Ucraina (2022-presente)

#### La crisi diplomatica
Il 15 febbraio 2022 la Duma di Stato della Federazione Russa ha approvato una richiesta al Presidente della Federazione Russa per il riconoscimento delle repubbliche popolari di Doneck e di Lugansk. Putin, attraverso il portavoce Dmitrij Peskov, ha riferito di aver preso nota della proposta, sottolineando tuttavia che il riconoscimento delle due repubbliche secessioniste comporterebbe la violazione degli accordi di Minsk II. Il 16 febbraio viene annunciato che è in corso il ritiro delle truppe russe dai confini tra l'Ucraina e la Bielorussia e quello della Russia.
Il 17 febbraio 2022 la Federazione Russa ha consegnato la risposta alla lettera statunitense e della NATO alle richieste di sicurezza russe, il presidente Putin si è detto deluso e non soddisfatto dalle risposte. Alle 12:30 ora di Roma, il Cremlino ha espulso dal paese il vice-ambasciatore statunitense con effetto immediato.
Il 18 febbraio 2022 le Repubbliche popolari autoproclamate di Doneck e Lugansk hanno ordinato l'evacuazione di tutti i cittadini dalla regione, diretti in Russia, gli unici a non essere autorizzati ad evacuare sono i maschi in età militare (18-60 anni), in contemporanea a questi eventi si sono verificati altri scontri molto accesi nella regione, con presunti sabotaggi e tentativi di assassinio (secondo l'intelligence ucraina operazioni di falsa bandiera condotte dalle forze speciali russe al fine di giustificare un'invasione su larga scala del paese) alle 13 ore locali a Doneck e Lugansk sono suonati gli allarmi antiaerei in vista dell'imminente evacuazione. Nella notte si sono verificate violente esplosioni nei dintorni di Luhansk nei gasdotti locali.
Il 19 febbraio 2022 verso le ore 21:40, il Ministero degli esteri francese Jean-Yves Le Drian ha pubblicato una nota dove dopo attente considerazioni, sono riusciti a constatare una concentrazione senza precedenti di truppe russe alla frontiera con l'Ucraina, e ciò aumenterebbe esponenzialmente le possibilità che l'attacco russo possa effettivamente concretizzarsi. Successivamente, alle ore 22:09 italiane, anche il Segretario Generale della NATO, Jens Stoltenberg, confermerà le voci di un vasto schieramento militare russo sui confini ucraini, affermando con certezza che si tratterebbe dei preparativi finali di un'imminente invasione su larga scala.
Il 21 febbraio 2022 la Federazione Russa ha dichiarato che un gruppo di sabotaggio ucraino è entrato in territorio russo, dichiarando che le forze armate russe hanno neutralizzato i militari ucraini, successivamente dopo un incontro fra Putin e membri del Governo della federazione Russa è stato deciso il riconoscimento delle repubbliche secessioniste di Doneck e Luhans'k, in un lungo discorso alla nazione il presidente Vladimir Putin ha confermato tale decisione, firmando il documento in diretta nazionale, accusando il governo di Kiev di avere il progetto di sviluppare armi nucleari impiegando la vecchia tecnologia sovietica di cui sarebbe ancora in possesso e di star progettando un'offensiva in Crimea, dichiarando anche che l'Ucraina non è un'entità nazionale fondata su un passato storico autonomo, ma parte della storia e della sovranità della Russia, definendola una «creazione di Lenin». La stessa notte il presidente Vladimir Putin ha ordinato l'entrata delle forze russe nelle regioni secessioniste.

#### L'inizio dell'invasione
Il 22 febbraio 2022 il presidente russo Vladimir Putin ha avanzato una richiesta prima alla Duma di Stato e successivamente all'Assemblea federale per avere i pieni poteri sull'effettuare operazioni militari all'estero, la richiesta è stata pienamente accolta sia dalla Duma che dall'Assemblea federale, dando così a Vladimir Putin il pieno controllo delle forze armate russe, senza limiti di tempo, luogo e per qualsiasi tipo di operazione militare. Qualche ora dopo durante la conferenza stampa del presidente statunitense Joe Biden, sono state annunciate le prime sanzioni contro la Russia, fra cui la sospensione della certificazione del Gasdotto Nord Stream 2, è stato anche confermato l'annullamento dell'incontro programmato fra il segretario di Stato statunitense Blinken ed il ministro degli esteri russo Lavrov il 24 febbraio a Ginevra, affermando che «l'invasione è già iniziata, l'incontro non ha più senso». Il Segretario Generale NATO Jens Stoltenberg alle ore 23:45 (UTC+1) ha affermato che la NATO ha in massima allerta 100 aerei e vari gruppi navali in tutta Europa.
Nella prima mattinata del 24 febbraio 2022 Putin ha annunciato un'operazione militare speciale nel Donbass, dando inizio ad un'invasione dell'Ucraina.

#### L'invasione
L'invasione russa è iniziata articolata su quattro fronti di attacco: fronte settentrionale puntando dalla Bielorussia verso Kiev, fronte nord-orientale verso Charkiv, fronte meridionale partendo dalla Crimea già occupata e un fronte sud-orientale da Luhans'k e Donec'k. L'avanzata russa sul fronte settentrionale, a causa delle pesanti perdite subite e della forte resistenza delle truppe ucraine che circondavano Kiev, si è bloccata a marzo e ad aprile le truppe russe sono ripiegate abbandonando i tentativi di conquistare la capitale. L'8 aprile, la Russia ha posto le sue forze nell'Ucraina meridionale e orientale sotto il comando del generale Aleksandr Dvornikov e alcune delle unità ritirate dal fronte nord sono state ridistribuite nel Donbas. Il 19 aprile, la Russia ha lanciato un nuovo attacco su un fronte lungo 500 chilometri esteso da Charkiv a Donec'k e Luhans'k. Entro il 13 maggio, una controffensiva ucraina aveva temporaneamente respinto le forze russe vicino a Charkiv. Il 20 maggio, Mariupol' è caduta in mano alle truppe russe dopo una prolungata resistenza terminata con assedio delle acciaierie Azovstal'.
Nel corso dell'invasione le forze russe hanno continuato a bombardare obiettivi, sia militari che civili, lontani dalla linea del fronte. Le forze ucraine hanno ripreso l’iniziativa lanciando controffensive ad agosto nel sud del paese e nel nord-est a settembre. Il 30 settembre, la Russia ha annesso formalmente quattro oblast' ucraini che aveva parzialmente conquistato durante l'invasione. Questa annessione è stata internazionalmente non riconosciuta e condannata. Dopo che a fine settembre Putin ha annunciato l'inizio della coscrizione di 300 000 cittadini russi con addestramento militare provocando una fuga di migliaia di giovani dai confini della Federazione Russa.
In seguito a ciò, gli ucraini hanno messo in atto un'altra controffensiva, riuscendo a riconquistare la quasi totalità della regione di Charkiv e a liberare Cherson, da cui i russi si sono ritirati l'11 novembre 2022.
In seguito a un attacco missilistico il 15 novembre un missile S-300 della contraerea ucraina è caduto sulla cittadina polacca di Przewodów causando due morti.
I russi continuano gli attacchi missilistici contro le infrastrutture nelle città nelle immediate vicinanze del fronte. Gli obiettivi erano il Dnepr, Kryvyj Rih, la periferia di Zapirožžja, così come Kup"jansk e Čuhuïv, Kramators'k e Lyman.

### Principali sviluppi
Secondo il New York Times, al febbraio 2023 la Russia ha perso 200 000 soldati.
Il 20 febbraio 2023 ha avuto luogo la visita del presidente statunitense Biden a Kiev ad un anno dall'inizio dell'invasione russa. Si sarebbe trattato della prima visita di un Presidente degli Stati Uniti in un territorio in guerra privo di una presenza militare americana e di un controllo statunitense delle infrastrutture critiche.
Il giorno dopo Putin ha annunciato che la Russia sospenderà l'adesione al trattato di non proliferazione nucleare New START.
Nel maggio 2024 la Russia ha avviato esercitazioni militari con armi nucleari tattiche al confine con l'Ucraina.
Nel giugno 2024 la NATO avvierà la fornitura di caccia F-16 ai piloti ucraini addestrati in Europa. I mezzi saranno anche di stanza nelle basi dei Paesi NATO. Putin e Andrej Kartapolov, presidente della commissione Difesa della Duma, hanno dichiarato che la Russia è pronta ad attaccare i caccia in dotazione alle forze ucraine ovunque si trovino, sebbene la NATO abbia precisato di ospitare i mezzi di scorta che diventeranno operativi in caso di abbattimento o manutenzione di quelli che sono presenti nel territorio ucraino.
Sempre nel giugno 2024 Putin sostituisce quattro viceministri della Difesa, nominando tra essi la cugina Anna Civilëva.
Il 17 settembre 2024 il Parlamento europeo approva una risoluzione non vincolante, ma di alto valore politico, che toglie all'Ucraina il divieto di utilizzare gli armamenti forniti dall'Occidente oltre confine, in territorio russo, in particolare anche i missili a lungo raggio.

#### Invasione ucraina della provincia di Kursk
L'offensiva ucraina nella provincia di Kursk, avviata nell'agosto del 2024, è una mossa strategica compiuta dall'Ucraina, che ha costretto la Russia a riposizionare parte delle sue risorse militari. L’obiettivo di questa incursione potrebbe essere multiplo: rallentare l’avanzata russa su altri fronti, come quello nel Donbass, e dimostrare la capacità ucraina di difendersi e colpire obiettivi strategici anche oltre confine. Fonti ucraine riportano che le forze sono riuscite a penetrare per circa 10 chilometri nel territorio russo, mentre il governo di Mosca, descrivendo l'attacco come una “provocazione su larga scala”, ha iniziato a mobilitare rapidamente risorse per respingere le forze ucraine e proteggere infrastrutture come ferrovie e nodi logistici importanti.
Secondo varie fonti giornalistiche e di intelligence statunitensi e ucraine, tutte non smentite dal Cremlino, nella provincia del Kursk starebbero combattendo anche militari provenienti dalla Corea del Nord, al fianco di Mosca. La presenza delle truppe nordcoreane è stata poi confermata ufficialmente nell'aprile 2025 tanto dal governo russo quanto da quello della Corea del Nord.
Dall'inizio del conflitto nel 2022 la spesa militare russa è aumentata da 210 a 250 miliardi di dollari, risultando in gran parte fuori dal bilancio dello Stato. Il 25 febbraio 2022 Putin ha approvato una legge che obbliga le banche private a concedere credito a condizioni privilegiate a tutte le aziende che svolgono attività legate alla guerra.